# Sakae (Nagano)
Sakae (jap. 栄村 Sakae-mura) – wieś w Japonii, na wyspie Honsiu, w prefekturze Nagano. Według danych na rok 2020 miejscowość zamieszkiwało 1 660 mieszkańców , a gęstość zaludnienia wyniosła 6,1 os./km².